# Eupithecia undulifera
Eupithecia undulifera là một loài bướm đêm trong họ Geometridae.